# Aspidoras
Il genere Aspidoras Ihering, 1907 comprende 20 specie di pesci d'acqua dolce, appartenenti alla famiglia Callichthyidae.

## Distribuzione e habitat
Provengono dal Sud America.

## Descrizione
Sono pesci dalla forma compressa sui lati e sull'addome, simili ai Corydoras ma di dimensioni spesso minori e con gli occhi più grandi. La colorazione è di solito bianca-giallastra con macchie scure che variano dal grigio al nero. La specie di dimensioni maggiori, A. taurus, non supera i 5,4 cm.

## Biologia

### Comportamento
Sono specie molto attive, soprattutto di giorno.

### Riproduzione
Si riproducono come i Corydoras.

## Tassonomia
Al genere appartengono 20 specie:
- Aspidoras albater
- Aspidoras belenos
- Aspidoras brunneus
- Aspidoras carvalhoi
- Aspidoras depinnai
- Aspidoras eurycephalus
- Aspidoras fuscoguttatus
- Aspidoras lakoi
- Aspidoras maculosus
- Aspidoras menezesi
- Aspidoras microgalaeus
- Aspidoras pauciradiatus
- Aspidoras poecilus
- Aspidoras psammatides
- Aspidoras raimundi
- Aspidoras rochai
- Aspidoras spilotus
- Aspidoras taurus
- Aspidoras velites
- Aspidoras virgulatus

## Aquariofilia
Possono essere allevati in acquario, dove si riproducono.